# فرضاخ محدودب
الفِرْضَاح المُحْدَودب أو هاكية محدودبة (الاسم العلمي:Hakea gibbosa) هي نوع نباتي يتبع جنس الفرضاخ من الفصيلة البروطية. وتسمى أيضاً هاكية حجرية (بالإنجليزية: Rock Hakea)‏ أو هاكية مشعرة (بالإنجليزية: Hairy Hakea)‏.